# جيم جولدي
جيم جولدي (بالإنجليزية: Jim Goldie)‏ (29 يونيو 1940 في المملكة المتحدة - ) هو لاعب كرة قدم بريطاني في مركز مهاجم داخلي. لعب مع بونيس يونايتد ودندي يونايتد ونادي فالكيرك ونادي لوتون تاون ونادي يورك سيتي وKilsyth Rangers F.C. ‏ ونادي بول تاون.